# Десанка Стаматовић
Десанка Стаматовић (Београд, 8. август 1934) српски је библиотекар и универзитетски професор. Доктор је библиотекарства, библиотекар саветник и редовни професор Београдског универзитета.

## Биографија
Основно образовање стекла је у Свилајнцу, а гимназијско у Београду. Дипломирала је на Групи за немачки језик Филолошког факултета у Београду 1962. године. Магистрирала је на тему Патентне информације на Свеучилишту у Загребу на Катедри за студиј библиотекарства, документационих и информационих знаности Свеучилишта у Загребу 1969. године. Одбранила је докторску дисертацију Читалишта у Србији у XIX веку на Филозофском факултету Универзитета у Сарајеву 1981. године.
Од 1962. до 1969. године радила је у Институту за научно-техничку документацију и информацију у својству начелника збирки, а од 1967. године руководи Одељењем за израду библиографских информација.
Од 1969. до 1988. године ради у Народној библиотеци Србије прво као библиотекар у Одељењу за попуну фондова (1969-1970), затим као начелник Сектора за каталогизацију (1970-1974), као помоћник управника (1974-1978) и као саветник (1978-1988).
Радила је као доцент са трећином радног времена за предмет Историја књиге и библиотека од 1982. до 1988. године, а са пуним радним временом од 1988. до 1989. године на Смеру за библиотекарство Филолошког факултета у Београду. Од 1991. године је ванредни професор за предмете Историја књига и библиотека и Библиотекарство, а од 1996. године је редовни професор. Управник Семинара за библиотекарство била је од 1988. до 1991. године, а шеф Катедре за библиотекарство и информатику од 1991. до 1993. и од 1995. до 2001. године.
Као стипендиста Хумболтове фондације ДР Немачке 1971. године и ДААД асоцијације СР Немачке 1973. године изучавала је организацију и рад великих библиотека, увођење нових технологија и школовање библиотечких кадрова.
Десанка  Стаматовић са истраживачком упорношћу чита, истражује, селектира и уобличава доступну грађу и друге изворе и објављује књиге на тему културне историографије. Бави се српском и завичајном ресавском историографијом, упркос томе што јој историја није основно занимање. Током година Десанке Стаматовић је дала велики допринос заштити  културне баштине,  историје  библиотекарства  као  део  те  баштине,  стручно  и научно  познавање  библиотекарства,  увођење  научноинформационих  технологија  у  национално  и  јавно  библиотекарство, централно каталогизирање, формирање завичајних  фондова. Њена  улога  наставника  и  компетентног библиотекара  само  су  сегменти  богатог  рада  Десанке Стаматовић.
Историографија  библиотекарства  непосредно је  повезана  са  историјом  књиге и зато је  неопходно библиотечке институције као и феномен књиге да се тумачи кроз заједничке везе са друштвеном историјом.

## Награде
- Награда из Фонда Људмиле Михаиловић, за књигу Читалишта у Србији у XIX веку, 1985.
- Награда „Милорад Панић-Суреп”, 1991.[5]
- Награда „Запис”, 2018.[6]

## Дела
- Patentne informcije = magistarski rad / Desanka Stamatović. - Zagreb, 1968. - 127, 10 лист. : граф. прикази ; 30 cm
- Upravljanje poslovnim sistemom : bibliografija / [materijale prikupili i obradili Božidar Damljanović, Vesna Marsenić, Desanka Stamatović]. - Beograd : Institut za naučnotehničku dokumentaciju i informacije, 1968. - 312 стр. ; 21 cm
- Yugoslav Research Guide : periodical surway / prepared by Reuf Bravo and collaborators Desanka Stamatović, Milan Bogdanović ; [translated by Božidar Damljanović ... et al.]. - Beograd : Institute for Scientific and Technical Documentation and Information, Science Policy Research Unit, 1969. - 521 стр. ; 24 cm. - (Series Scientific Activities in Yugoslavia Who is Who ; no. 2)
- ТЕРМИНОЛОГИЧЕСКИЈ словар' по научној информации : на русском, сербохорватском, словенском и македонском јазыках = Терминолошки речник из области научних информација : на руском, српскохрватском, словеначком и македонском језику = Терминолошки словар из подрочја знанствене информације : в рускем, србохрватскем, словенскем и мацедонскем језику = Терминолошки речник за научна информација : на руски, српско-хрватски, словеначки и македонски јазик / редакциони одбор А. И. Михајлов, В. А. Полушкин, Захарија Шалетић, Миливој Југин ; термини на српскохрватском језику Десанка Стаматовић ... [ет ал.]. - Москва : Всесојузныј институт научној и техническој информации ; Београд : Институт за научно-техничку документацију и информације, 1969. - 192 стр. ; 20 cm
- Читалишта у Србији у XIX веку / Десанка Стаматовић. - Београд : Народна библиотека Србије, 1984 (Београд : Народна библиотека Србије). - 332 стр. : илустр. ; 26 cm
- Ресавска библиотека од Читаонице "Омладине ресавске" до данас : (1868-1998) / Десанка Стаматовић. - Свилајнац : Ресавска библиотека : Центар за културу, 1998 (Крагујевац : Ситограф). - V, 170 стр. : илустр. ; 24 cm
- Књига у Свилајнцу : претплатници и скупљачи претплате 1818-1870. године / Десанка Стаматовић. - Свилајнац : Ресавска библиотека, 2008 (Крагујевац : Интерагент). - 124 стр. : илустр. ; 25 cm
- Сага о Драшкоцијевима / Десанка Стаматовић. - Свилајнац : Ресавска библиотека, 2008 (Крагујевац : Интерагент). - 141 стр. : илустр. ; 25 cm
- Корени и трајање / Александар Стаматовић. - Београд : [Д. Стаматовић], 2008 (Београд : [б. и.]). - 212 стр. : илустр. ; 25 cm
- Милосав Здравковић : први човек Ресаве : трагом предања, записа и архивске грађе / Десанка Стаматовић, Бошко Обрадовић. - Свилајнац : Ресавска библиотека ; Деспотовац : Народна библиотека "Ресавска школа", 2013 (Ваљево : Топаловић). - 471 стр. : илустр. ; 31 cm